# Las Caracolito
Las Caracolito, también conocidas como Las Hermanas Acuña o Las Huasas Chillanejas, fue un dúo musical chileno compuesto en 1935 por las hermanas Amanda y Elsa Acuña Zambrano.

## Historia
Originarias de la ciudad de San Carlos (Chile), Amanda nació en 1906 y Elsa, en 1916. No tuvieron educación escolar, Elsa fue analfabeta mientras que Amanda escribía con dificultad.
Amanda, inspirada por la vida de su madre, Auristela Zambrano Romero —quien en su juventud había formado un grupo musical junto con sus hermanas dedicado a animar misas, trillas, rodeos, matrimonios o bautizos—, tomó la iniciativa y buscó la manera de aprender el canto y la guitarra por cuenta propia, enseñándole posteriormente a su hermana menor. Sin embargo, Auristela no estaba de acuerdo con que Amanda y Elsa siguieran sus pasos.
En 1935 emigraron a la capital chilena. Con el triunfo del Frente Popular en 1938, el gobierno de aquel entonces promovió la grabación de discos promocionales por medio de la Dirección de Informaciones y Cultura. Las grabaciones estaban destinadas a la exportación a través de las embajadas, y entre otras artistas fueron convocadas Las Hermanas Acuña. Para 1944 se incorporaron a la grabación del disco Aires tradicionales y folklóricos de Chile, junto con Las Hermanas Loyola y Los Provincianos. Pocos meses después, formaron una segunda banda junto con Elena Carrasco, denominado Las Huasas Chillanejas, sin embargo, debido al poco éxito del nombre, fueron rebautizadas como Las Chillanejas. Después de la salida de Carrasco, ambas hermanas cambiaron nuevamente su nombre a Las Caracolito, nombre que permaneció hasta su disolución en 1965. Posteriormente se dedicaron a la venta de comida en la localidad de Parral.
Elsa Acuña falleció el 1 de febrero de 1987 y fue sepultada en San Carlos mientras que Amanda Acuña murió el 13 de junio de 1993 y fue sepultada en Linares.